# 天命真女
天命真女（英語：Destiny's Child）是美国女子音乐组合，2013年时的成员包括碧昂丝·诺尔斯、凯莉·罗兰和米歇尔·威廉姆斯。她们的音乐生涯始于1990年在得克萨斯州休斯敦成立的Girl's Tyme。组合成立初期并不知名，在1997年由碧昂丝、罗兰、拉塔维娅·罗伯逊和勒托娅·勒凯特组成的四人组合与哥伦比亚唱片签约成立天命真女。在发行了歌曲《No, No, No》和第二张畅销专辑《The Writing's on the Wall》后，该组合开始受到主流社会的认可，该专辑包含了排名第一的单曲《Bills, Bills, Bills》和《Say My Name》，以及流行单曲《Bug a Boo》和《Jumpin', Jumpin'》。尽管在口碑和商业上都取得了成功，但该组合却饱受内部冲突和法律纠纷的困扰，罗伯逊和勒凯特以偏袒诺尔斯和罗兰德为由，与该组合的经纪人马修·诺尔斯分道扬镳。
2000年初，罗伯森和勒凯特被威廉姆斯和法拉·富兰克林取代；然而，富兰克林在几个月后退出，组合只剩下三人。她们的第三张专辑《Survivor》的主题被公众解读为该组合的一种经历，这张专辑包括风靡全球的热门歌曲《Independent Women》、《Survivor》和《Bootylicious》。2001年，她们宣布暂停活动，开始追求个人事业。两年后，三人再次聚首，发行了第五张也是最后一张录音室专辑《Destiny Fulfilled》，该专辑推出了国际热门歌曲《Lose My Breath》和《Soldier》。自2006年该组合正式解散后，诺尔斯、罗兰德和威廉姆斯曾多次重聚，包括在超级碗XLVII中场秀和2018年科切拉音乐节。
截至2013年，天命真女已售出6000多万张唱片。Billboard将该组合评为史上最伟大的三人音乐组合之一，以及2000年代最成功的艺人中的第九名，2008年该组合在其“史上最受欢迎的100位艺人”榜单中名列第68位，2016年12月，该杂志将其评为史上最成功的舞厅艺人第90名。该组合曾获得14项葛萊美獎提名，并获得两次最佳R&B演唱双人组合奖和一次最佳R&B歌曲奖。

## 演艺历程

### 1990-1997：早期发展与Girl's Tyme
1990年，碧昂丝·诺尔斯在一次女子组合试镜中认识了拉塔维娅·罗伯逊。她们在得克萨斯州休斯敦加入了一个表演说唱和舞蹈的组合。凯莉·罗兰因家庭问题搬到了诺尔斯家，并于1992年加入了她们。她们最初的名称为Girl's Tyme，最终减至六人，包括塔玛尔·戴维斯、妮基·泰勒和妮娜·泰勒。
在诺尔斯和罗兰加入后，Girl's Tyme吸引了全美的关注：西海岸R&B制作人阿尔内·弗雷格专程飞到休斯顿，并把她们带到了自己位于北加州的Record Plant录音棚。录音重点放在了诺尔斯的唱功上，因为弗雷格认为她有个性且有演唱能力。为了与Girl's Tyme签订唱片合约，弗雷格让她们在当时全国最大的电视选秀节目“Star Search”中亮相。然而，她们输掉了比赛，因为诺尔斯为她们选择的歌曲并不适合她们，她们实际上是在说唱而不是唱歌。
由于组合的失败，诺尔斯的父亲马修·诺尔斯选择亲自担任她们的音乐经理人。1993年，他决定将原阵容缩减为四人，去掉戴维斯和泰勒姐妹，加入勒托娅·勒凯特。除了在休斯顿的教堂练习外，Girl's Tyme还在自家后院和诺尔斯的母亲蒂娜经营的“头条新闻沙龙”练习。当沙龙位于休斯顿蒙特罗斯大道时，她们会在沙龙里练习舞步，有时还会向顾客收取小费。里面的人会对她们的表演进行点评。在学期内，Girl's Tyme在当地演出。而在暑假来临时，马修·诺尔斯成立了一个“训练营”，对她们进行舞蹈和声乐方面的培训。经过严格的训练后，她们开始为SWV、Dru Hill和Immature等当时知名的R&B组合担任开场表演嘉宾。蒂娜·诺尔斯为她们设计了舞台服装。
在早期的音乐生涯中，Girl's Tyme先后更名为Somethin' Fresh、Cliché、The Dolls和Destiny。他们以Destiny的名字与厄勒克特拉唱片签约，但几个月后还没来得及发行专辑就被撤下了。对唱片合约的追求影响了诺尔斯一家：1995年，马修·诺尔斯辞去了医疗设备销售员的工作，此举使诺尔斯一家的收入减少了一半，她的父母也因压力而短暂分居。1996年，她们更名为Destiny's Child。组合成员诺尔斯解释称该名称取自《聖經》中的一段话，“我们从《圣经》中得到了‘destiny’这个词，但我们不能将这个名字注册为商标，所以我们添加了‘child’，这就像是命运的重生”。蒂娜·诺尔斯表示“destiny”一词是从《以賽亞書》中选取的。
马修·诺尔斯在哥伦比亚唱片公司星探特特蕾莎·拉巴贝拉·怀茨的帮助下，与哥伦比亚唱片公司谈妥了唱片合约，哥伦比亚唱片公司于同年签下了这支乐队。在与哥伦比亚公司签约之前，该组合曾在加利福尼亚奥克兰由Tony! Toni! Toné!中的德韦恩·维金斯录制了几首歌曲。唱片公司认为天命真女具有“独特的品质”，因此将歌曲《Killing Time》收录到1997年电影《黑超特警組》的原声带中。

### 1997-2000：突破与阵容变化

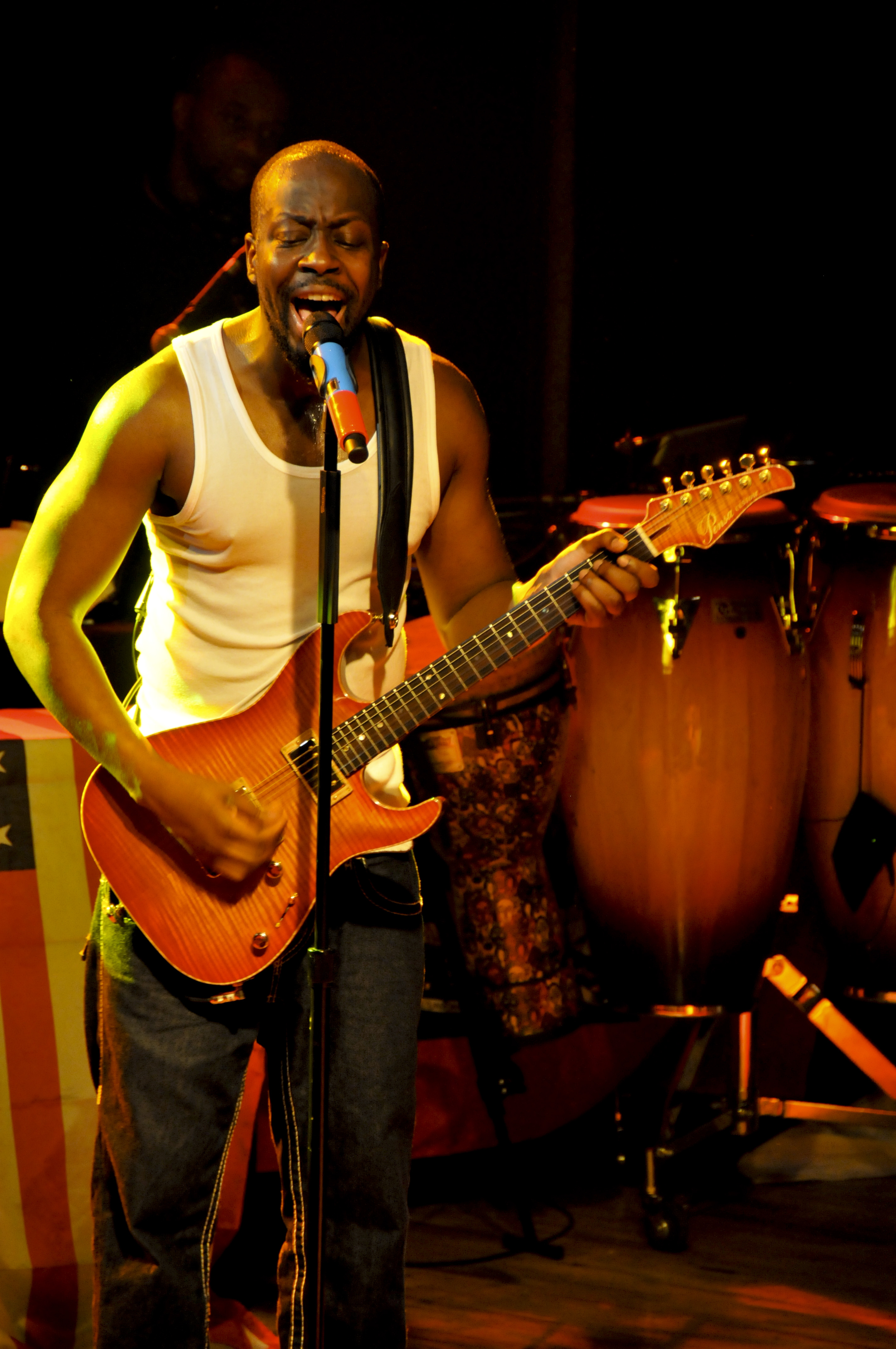
怀克里夫·让将歌曲《No, No, No》重新混音，成为天命真女的第一首成功单曲。

天命真女于1997年11月以首张同名专辑中的主打单曲《No, No, No》首次登上排行榜，该专辑于1998年2月17日在美国发行，由蒂姆和鲍勃、罗布·福萨里、杰梅因·杜普里、怀克里夫·让、德韦恩·维金斯和科里·鲁尼制作。《天命真女》在美国Billboard 200上排名第67位，在Billboard最佳R&B/Hip-Hop专辑榜上排名第14位。该专辑在美国的销量超过一百万张，获得了美國唱片業協會（RIAA）的白金认证。《No, No, No》的混音版本登上了Billboard热门R&B/Hip-Hop单曲榜第一名，告示牌百大單曲榜第三名。其后续单曲《With Me》未能再现《No, No, No》的成功。与此同时，该组合在浪漫爱情剧《Why Do Fools Fall in Love》的原声专辑中演唱了一首歌曲，而《Get on the Bus》则在欧洲和其他市场限量发行。1998年，天命真女凭借《No, No, No》获得了包括最佳新人奖在内的三项灵魂列车音乐奖。同年晚些时候，该组合还出现在电视情景喜剧《Smart Guy》的一集中。诺尔斯认为她们的首张专辑虽然成功，但还不够，因为作为一张新灵魂唱片，这张专辑对于当时的组合来说过于成熟。
在首张专辑大获成功后，天命真女很快重新进入录音室，并请来了新的制作人阵容，包括凯文·布里格斯和罗德尼·杰金斯。他们于1999年7月27日发行了《The Writing's on the Wall》，这张专辑最终成为他们的突破性专辑。2000年初，《The Writing's on the Wall》在Billboard 200排行榜上名列第五，在R&B排行榜上名列第二。《Bills，Bills，Bills》作为专辑的主打单曲于1999年发行，并登上了公告牌百大热门单曲榜的榜首，成为他们的首支美国冠军单曲。《The Writing's on the Wall》被认为是天命真女的突破性专辑，推动了她们的事业发展，并让更多人认识了她们。

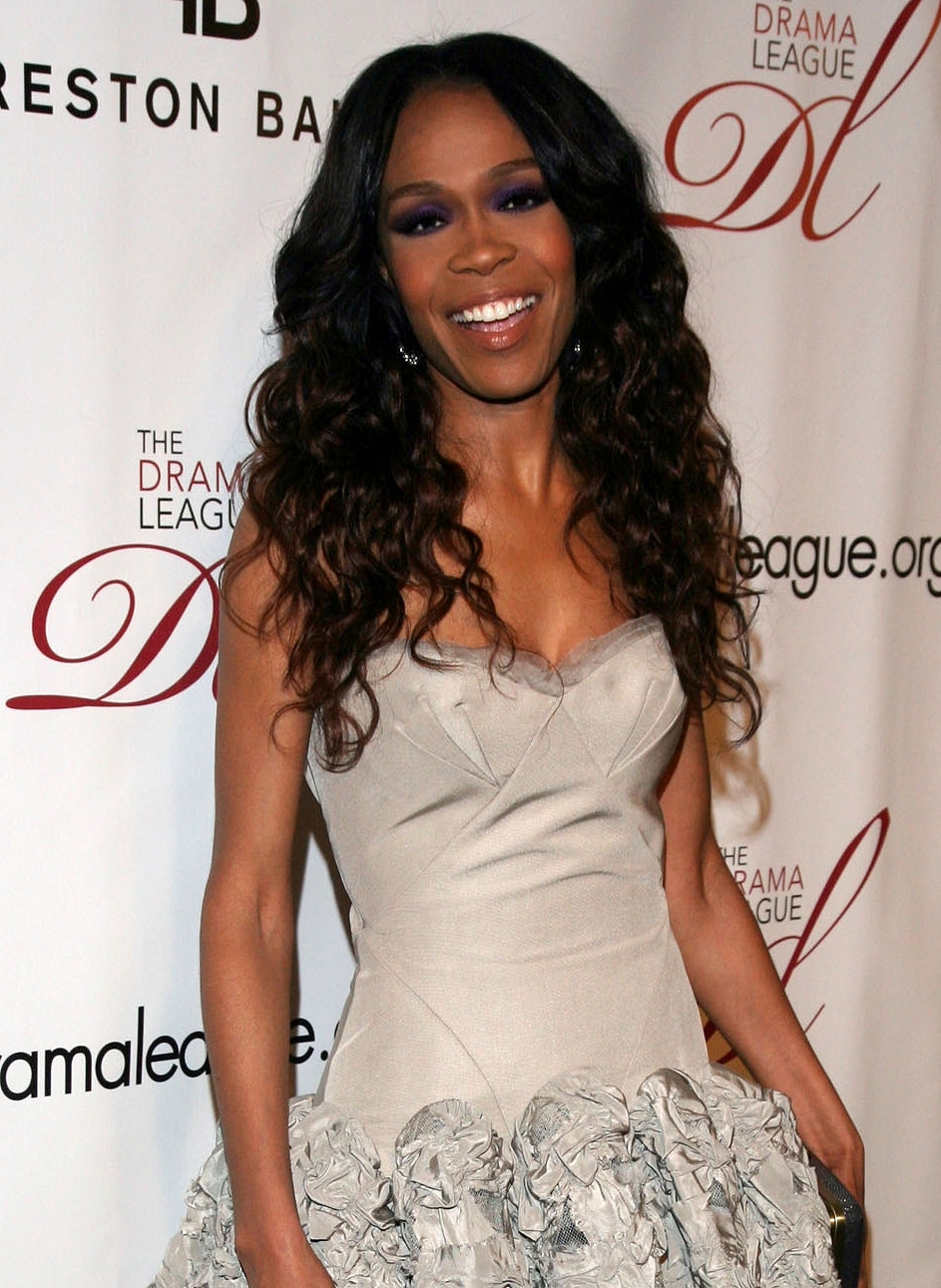
米歇尔·威廉姆斯替代勒凯特加入了乐队。

1999年12月14日，勒凯特和罗伯逊试图与他们的经理人分道扬镳，声称他保留了过多的组合利润份额，并不公平地偏袒诺尔斯和罗兰德。虽然他们从未打算离开组合，但当2000年2月《The Writing's on the Wall》的第三支单曲《Say My Name》的视频发布时，罗伯逊和勒凯特发现有两名新成员加入了诺尔斯和罗兰德。在视频首映之前，诺尔斯在TRL上宣布原成员勒凯特和罗伯逊已经离开了组合。接替她们的是莫妮卡的前伴唱歌手米歇尔·威廉姆斯和有抱负的女歌手法拉·富兰克林。与莫妮卡合作后不久，威廉姆斯在一位编舞师朋友的介绍下加入了天命真女，她被送往休斯顿，在那里与诺尔斯一家住在一起。
2000年3月21日，罗伯逊和勒基特提起诉讼，控告马修·诺尔斯及其前乐队成员违反合伙关系和信托责任。诉讼之后，双方在媒体上互相诋毁。加入五个月后，富兰克林离开了组合。其余成员称这是因为错过了宣传活动和演唱会。威廉姆斯认为，富兰克林无法承受压力。不过，富兰克林透露，她离开的原因是围绕着纷争的负面情绪，以及她无法在决策中发挥任何控制力。她的离开被认为争议较小。另一方面，威廉姆斯透露，她的加入导致她“与不安全感作斗争”：“我正在将自己与其他成员进行比较，压力就在我身上”。
2000年底，罗伯逊和勒凯特放弃了针对罗兰德和诺尔斯的诉讼，以换取和解，但她们继续对经纪人提起诉讼。作为协议的一部分，双方都被禁止公开谈论对方。罗伯逊和勒克特组建了另一个名为Anjel的女子组合，但也因与唱片公司的问题而退出。虽然乐队成员受到了这场动荡的影响，但这种宣传使命运之子获得了更大的成功，她们也成为了一种流行文化现象。《Say My Name》连续三周蝉联公告牌百大热门单曲榜榜首，第四首单曲《Jumpin', Jumpin'》也成为榜单前十的热门歌曲。《The Writing's on the Wall》最终在美国卖出了800多万张，获得了RIAA八倍白金认证。这张专辑的全球销量超过1100万张，是2000年最畅销的专辑之一。在此期间，天命真女开始在流行歌手布蘭妮·斯皮爾斯和克莉絲汀·阿奎萊拉的演唱会上担任开场嘉宾。
随着威廉姆斯加入新的阵容，天命真女为2000年电影《霹雳天使》的原声大碟发行了一首主题曲。《Independent Women Part I》作为单曲于2000年10月发行，从2000年11月到2001年1月，连续11周位居美国公告牌百大热门单曲榜榜首，是天命真女职业生涯中位居榜首时间最长的单曲，也是美国当年位居榜首时间最长的单曲。这首单曲的成功发行使《霹雳天使》原声大碟的销量在2001年达到了150万张。2000年，天命真女荣获灵魂列车颁发的小萨米·戴维斯年度最佳艺人奖。

### 2000-2003：《Survivor》、后续发行、中断和副业
在2001年的Billboard音乐奖上，天命真女赢得了多个奖项，包括年度最佳艺人和年度最佳双人/组合奖，并在2001年获得的五个奖项中再次获得年度最佳艺人奖。2000年9月，该组合在第六届灵魂列车音乐奖颁奖典礼上摘得两项桂冠，包括年度最佳R&B/Soul专辑、并凭借《The Writing's on the Wall》获得年度最佳组合奖。从2000年中到2001年初，天命真女录制了第三张专辑《Survivor》。在制作过程中，诺尔斯承担了更多的控制权，几乎参与了整张专辑的联合制作和共同创作。《Survivor》于2001年春季进入唱片店，并在Billboard 200中排名第一，首周销量超过663,000张。前三首单曲《Independent Women Part I》《Survivor》《Bootylicious》在美国进入前三名，在其他国家也取得了成功；前两首单曲在英国连续获得冠军。该专辑在美国获得四倍白金认证，在澳大利亚获得两倍白金认证。截至2001年7月27日，该专辑共售出600万张。
9·11事件发生后，天命真女取消了欧洲巡演，并参加了为幸存者举办的义演。2001年10月，该组合发行了一张圣诞节专辑《8 Days of Christmas》，其中包含几首圣诞歌曲的更新版本。这张专辑在Billboard 200排行榜上名列第34位。2001年2月，天命真女凭借《Say My Name》获得了两项葛萊美獎：最佳双人或组合R&B演唱奖和最佳R&B歌曲奖。他们还获得了美国音乐奖最受欢迎灵魂乐/R&B乐队/双人组合奖。同样在2001年，天命真女在迪士尼頻道动画系列剧《榮耀家族》的主题曲中为主唱索兰吉·诺尔斯伴唱。2002年3月，天命真女发行了一张名为《This Is the Remix》的混音合辑，以在发行新录音室专辑之前赢得歌迷的喜爱。这张混音专辑在美国排名第29位。主打单曲《Survivor》被一些人解读为对乐队成员之间纷争的回应，尽管诺尔斯声称这首歌并不是针对任何人。在《This Is the Remix》发行后不久，罗伯森和勒凯特再次对天命真女和索尼音乐提起诉讼，认为这违反了双方禁止公开诋毁的协议。2002年6月，剩余案件在法庭上达成和解。

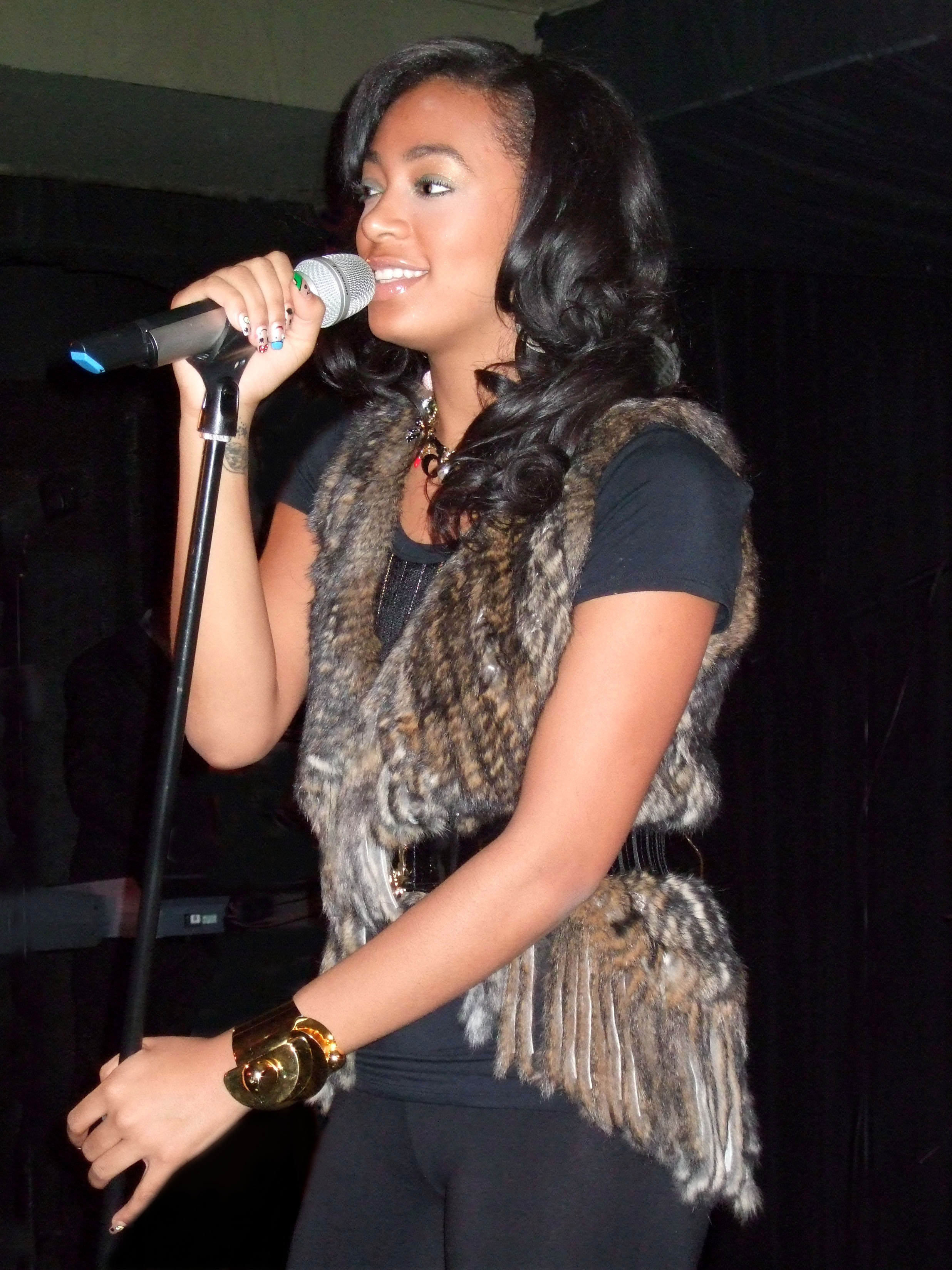
碧昂斯·诺尔斯的妹妹索兰吉曾与天命真女一起录制歌曲和演出，有传言称她将在组合重聚时加入，但后来证实这只是为了测试公众的反应。

2000年末，天命真女宣布她们计划开展个人副业，包括发行个人专辑，这也是她们的经纪人提出的想法。2002年，威廉姆斯发行了个人专辑《Heart to Yours》，这是一张当代福音专辑。这张专辑荣登公告牌顶级福音专辑榜首位。在《Heart to Yours》上市的同一天，天命真女发行了她们的官方自传《Soul Survivors》。罗兰德与嘻哈歌手耐利合作的《Dilemma》成为全球热门单曲，并为罗兰德赢得了格莱美奖；她也成为天命真女中第一位获得美国单曲榜冠军的成员。同年，诺尔斯与麥克·邁爾斯合作主演了票房大卖的《王牌大賤諜3》。她为电影原声带录制了首支个人单曲《Work It Out》。借助《Dilemma》的成功，罗兰德的首张个人专辑《Simply Deep》从2003年初提前到2002年9月发行。当《Simply Deep》在英國專輯排行榜上名列第一时，罗兰德的事业在国际上声名鹊起。同年，她首次出演恐怖片《佛萊迪大戰傑森之開膛破肚》。与此同时，诺尔斯拍摄了她的第二部电影《The Fighting Temptations》，并在当时的男友杰斯的单曲《'03 Bonnie & Clyde》中担任主唱，这为她发行首张个人专辑铺平了道路。
诺尔斯的首张专辑《危險愛情》多次延期，直到2003年6月才发行。这张专辑使用了她的名字作为同名艺名。诺尔斯的这张专辑是三张个人专辑中商业上最成功的一张。《Dangerously in Love》在Billboard 200排行榜上名列第一，共售出317,000张。该专辑发行了排名第一的单曲《Crazy in Love》和《Baby Boy》，以及排名前五的单曲《Me, Myself and I》和《Naughty Girl》。这张专辑被美國唱片業協會（RIAA）认证为4倍白金唱片。截至2016年6月，该专辑仍是诺尔斯迄今为止最畅销的专辑，在美国的销量达500万张。而在在全球范围内，该专辑的销量超过1100万张。诺尔斯的个人首张专辑广受评论界好评，凭借《Dangerously in Love》一夜之间获得五项葛萊美獎，与诺拉·琼斯、劳琳·希尔和艾莉西亚·凯斯并列获得格莱美奖最多的女艺人。2003年11月，威廉姆斯在百老汇演出《Aida》。2004年1月，她发行了第二张福音专辑《Do You Know》。
德韦恩·维金斯曾担任天命真女的首批录音制作人，2002年，他对自己的前律师（布鲁姆、赫戈特、迪默尔和库克律师事务所）提起诉讼，要求对方赔偿1,500万美元，因为对方在未经他同意的情况下减少了他与该组合的合同协议，实际上废除了他的原始合同，该合同规定索尼音乐/哥伦比亚公司为天命真女提供最初7年的独家录音服务，以换取“一定的版税”，而不是只从前三张专辑中收取版税。此案以未公开的金额达成和解。2003年6月，马修·诺尔斯宣布天命真女将恢复四人组合，诺尔斯的妹妹索兰吉成为新成员。此前，天命真女曾与索兰吉一起录制过歌曲，并在罗兰德表演时脚趾骨折后，索兰吉临时取代了她的位置，与她同台演出。不过，她们的经纪人说这个想法是为了测试公众的反应。2003年8月，诺尔斯本人证实她的妹妹不会加入组合，并转而宣传索兰吉于2003年1月发行的首张专辑《Solo Star》。

### 2003-2006：《Destiny Fulfilled》与《#1's》
停摆三年后，天命真女成员再次聚首，录制了第四张也是最后一张录音室专辑《Destiny Fulfilled》。这张专辑将三人组合引入了更硬朗的“城市”音色，其中的歌曲在概念上相互关联。《Destiny Fulfilled》体现了三人组的平等：每位成员都参与了大部分歌曲的创作，并成为除经纪人之外的执行制作人。2004年11月15日发行的《Destiny Fulfilled》未能超越《Survivor》；该专辑在第二周排名第二，首周销量为497,000张，而上一张专辑的销量为663,000张。这张专辑在美国仅获得了三倍白金唱片认证，但仍然是2005年最畅销的专辑之一，全球销量超过800万张，并将该组合重新推回到年度最畅销女子组合和美国组合的位置。这张专辑共发行了四首单曲：主打歌为《Lose My Breath》《Soldier》《Cater 2 U》《Girl》；前两首单曲在美国都获得了第三名的好成绩。《Soldier》和《Cater 2 U》于2006年获得RIAA白金唱片认证。

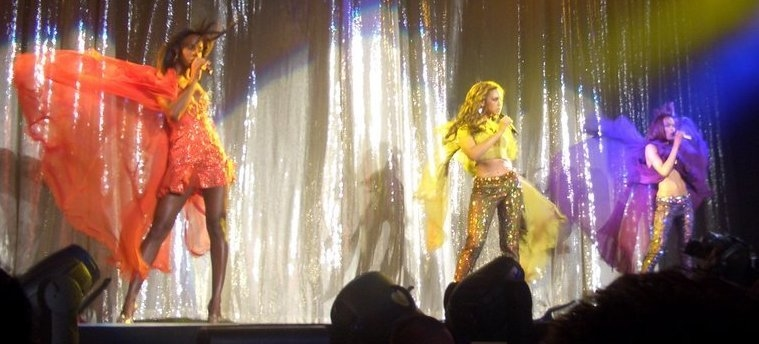
天命真女乐队的最终阵容在2005年Destiny Fulfilled... and Lovin' It巡回演唱会上表演。

为了宣传这张专辑，天命真女开始了他们的全球巡回演唱会Destiny Fulfilled... and Lovin' It。2005年6月11日，在西班牙巴塞罗那的聖喬治宮體育館，她们向16000名观众宣布，计划在巡演结束后正式解散。诺尔斯表示，专辑名称《Destiny Fulfilled》并非巧合，而是反映了他们在录制专辑时就已计划解散的事实。在制作这张专辑时，她们计划在结束14年的组合生涯后分道扬镳，以便继续追求个人理想。诺尔斯表示，她们的命运已经实现。她们就这一决定致信MTV，并在信里表示：

我们从9岁开始就以天命真女的名义一起工作，从14岁开始一起巡演。经过多次讨论和深刻反思，我们意识到目前的巡演让我们有机会高调离开天命真女，我们的友谊团结一致，对我们的音乐、歌迷和彼此充满感激之情。在一起工作了这么多年之后，我们意识到现在是认真追求个人目标和个人事业的时候了……无论发生什么，我们都会像朋友和姐妹一样相亲相爱，也会像艺术家一样相互支持。我们要感谢所有歌迷对我们的厚爱和支持，希望在我们继续完成自己的使命时能再见到你们。
——天命真女，MTV

2005年10月25日，天命真女发行了她们的热门专辑《#1's》。这张专辑收录了她们的冠军单曲，包括《Independent Woman Part 1》、《Say My Name》和《Bootylicious》。该合集还录制了三首新歌，包括为世界儿童节主题曲录制的《Stand Up for Love》和诺尔斯为《粉红豹》原声带录制的歌曲《Check on It》。唱片制作人大卫·沃尔特·福斯特、他的女儿艾米-福斯特-吉利斯和诺尔斯共同创作了《为爱站起来》，作为兒童節的主题曲。在过去的三年里，已经为麥當勞叔叔之家慈善基金和其他儿童组织筹集了5000多万美元。天命真女作为2005年活动的全球大使，为活动献上了自己的声音和支持。《#1's》还以双碟形式发行，其中包括相同的曲目列表、7首精选歌曲的视频以及演唱会DVD《Live in Atlanta》的预告片。这张DVD是在Destiny Fulfilled... and Lovin' It巡演亚特兰大站期间拍摄的，于2006年3月28日发行。这张专辑获得了RIAA的白金唱片认证，售出超过一百万份。尽管专辑名称是《#1's》，但专辑的16首歌曲中只有5首在Billboard百大热门榜或Hot R&B/Hip-Hop Songs排行榜上排名第一；《Billboard》杂志的作家基思·考菲尔德认为，专辑名称是“一种营销角度”。尽管如此，MTV的记者克里斯·哈里斯还是认为这张专辑“名副其实”。

## 解散及后续
2006年2月19日，天命真女在德克萨斯州休斯敦举行的2006年NBA全明星赛上重新聚首，进行了告别演出；诺尔斯评论道：“这是最后一张专辑，但不是最后一场演出。”她们的最后一次电视演出是几天后在纽约举行的时尚摇滚慈善音乐会。2006年3月28日，天命真女入选好萊塢星光大道第2035号。在2006年的BET颁奖典礼上，天命真女获得了最佳组合奖，他们在2005年和2001年也曾获得该奖项。
正式解散后，所有成员都恢复了个人事业，并各自取得了不同程度的成功。此后，诺尔斯、罗兰德和威廉姆斯继续通过歌曲特辑、音乐录影带出镜和现场表演等方式在彼此的个人项目中合作。罗兰德和威廉姆斯以及诺尔斯的妹妹索兰吉都出现在诺尔斯为其单曲《Get Me Bodied》拍摄的音乐录影带中。2007年6月26日，在2007年BET颁奖典礼上，诺尔斯与威廉姆斯和索兰吉作为伴舞表演了《Get Me Bodied》。表演结束后，诺尔斯介绍了罗兰德，后者与伊芙共同演唱了单曲《Like This》。2007年9月2日，在The Beyoncé Experience巡回演唱会洛杉矶站，诺尔斯与罗兰德和威廉姆斯合唱了《Survivor》片段，后两人还为诺尔斯献上了一首《生日快乐》。这段表演被收录在诺尔斯的巡演DVD《The Beyoncé Experience Live》中。2008年，诺尔斯为天命真女的合辑《Mathew Knowles & Music World Present Vol.1: Love Destiny》翻唱了比利·乔尔的《Honesty》，该专辑仅在日本发行，以庆祝该组合成立十周年。
罗兰德在诺尔斯为她的单曲《Party》拍摄的音乐录影带中客串演出。2012年，为纪念组合成立15周年而发行了第三张合辑《Playlist: The Very Best of Destiny's Child》。第四张合辑《Love Songs》于2013年1月29日发行，其中收录了由法瑞尔·威廉姆斯制作的新录制歌曲《Nuclear》。《Nuclear》标志着天命真女八年来首次推出原创音乐。次月，罗兰德和威廉姆斯作为特邀嘉宾出席了诺尔斯的超级碗XLVII中场秀，并演唱了《Bootylicious》、《Independent Women》和诺尔斯自己的歌曲《单身女士（给它戴上戒指）》。2013年5月，名为《Video Anthology》的视频专辑发行，其中收录了该组合的16部音乐视频。随后，诺尔斯和威廉姆斯在罗兰德的第四张个人专辑《Talk a Good Game》中的歌曲《You Changed》中亮相。同年晚些时候，罗兰德和威廉姆斯在诺尔斯的歌曲《Superpower》和《Grown Woman》的音乐录影带中客串演出，这两首歌都收录在她的第五张个人视觉专辑中。2014年6月，威廉姆斯发行了单曲《Say Yes》，诺尔斯和罗兰德也参与了演出。她们在2015年Stellar Awards颁奖典礼上共同演唱了《Say Yes》，这首歌的现场版于2015年4月被iTunes母带化。2016年11月7日，她们在罗兰德的官方Instagram账户上发布了一段尝试假人挑戰的视频。2018年4月，该组合在碧昂斯在科切拉音乐节的头条演出中再次聚首；演出被拍摄成《Homecoming》纪录片和同名现场专辑发行。

## 艺术风格

### 音乐风格及主题
天命真女录制的R&B歌曲风格涵盖都市、现代和流行舞曲。在该组合最初的阵容中，诺尔斯是主唱，罗兰德是第二主唱，勒凯特是女高音，罗伯逊是女低音。在三人组合的最终阵容中，诺尔斯依然是主唱，不过，罗兰德和威廉姆斯也轮流在她们的大部分歌曲中担任主唱。天命真女曾提到R&B歌手珍妮·杰克逊、En Vogue和TLC对她们的影响。《纽约时报》的安·鲍尔斯形容天命真女的音乐“清新而富有情感......这些女歌手拥有最棒的混音、最精妙的采样，尤其是最动人的节拍”。乔恩·帕雷尔斯在同一刊物上指出，除了诺尔斯的歌声之外，天命真女的声音“是其旋律在双拍中跳进跳出的方式。在清脆的切分音节奏之上，快速衔接的歌词与平缓的和声交替出现”。他们通常在歌曲中使用和声，尤其是在民谣中。在他们的大多数歌曲中，每位成员演唱一节，并在副歌部分加入和声。在他们的第三张专辑《Survivor》（2001年）中，每位成员都在大部分歌曲中担任主唱。诺尔斯说：“……每个人都是音乐的一部分…每个人都在每首歌中唱主角，这太棒了--因为现在天命真女在声乐和精神上都达到了应有的高度”。而诺尔斯则完全主导了《Brown Eyes》和《Dangerously in Love 2》等歌曲。她们在《Independent Women》和《Survivor》等歌曲中探讨了姐妹情谊和女性赋权的主题，但也因《Cater 2 U》和《Nasty Girl》等歌曲中的反女权主义信息而受到批评。
《Survivor》包含的主题被公众解读为该组合的内部冲突。主打歌《Survivor》奠定了整张专辑的主题，诸如“我不会在收音机里骂你...我不会对你或你的家人撒谎...我不会在杂志上恨你”的歌词引起了罗伯逊和勒凯特对该组合的起诉；在法庭达成和解后，这些歌词被认为违反了双方的协议。在一次采访中，诺尔斯评论道“单曲《Survivor》的歌词就是天命真女的故事，因为我们经历了很多，......我们和成员们一起经历了戏剧性的变化......我们在十年间经历的任何复杂情况都让我们变得更亲密、更紧密、更优秀”。在另一首名为《Fancy》的歌曲中，歌词“你总是想和我竞争，姑娘......找到你自己的身份吧”被评论家大卫·布朗在其为《娱乐周刊》杂志撰写的专辑评论中解释为对诉讼的回应。AllMusic的斯蒂芬·托马斯·厄勒文将《Survivor》概括为“这是一张意志坚定、牛气冲天的唱片，意在证明天命真女之所以具有艺术价值，主要是因为该组合经受住了内部纷争的考验。......这张唱片试图大胆地表达自己的目的，但最终却让人感觉勉强和做作”。尽管这张专辑受到好评，但诺尔斯的密切参与偶尔也会招致批评。诺尔斯撰写并联合制作了《Survivor》的大部分内容。布朗认为，在她的帮助下，《Survivor》成为了一张“不成熟但不可避免的成长之痛专辑”。在他们的最后一张录音室专辑《Destiny Fulfilled》中的大部分歌曲中，诗句分为三段，诺尔斯先唱，罗兰德接着唱，然后是威廉姆斯；在副歌部分，三人一起和声。

### 公众形象

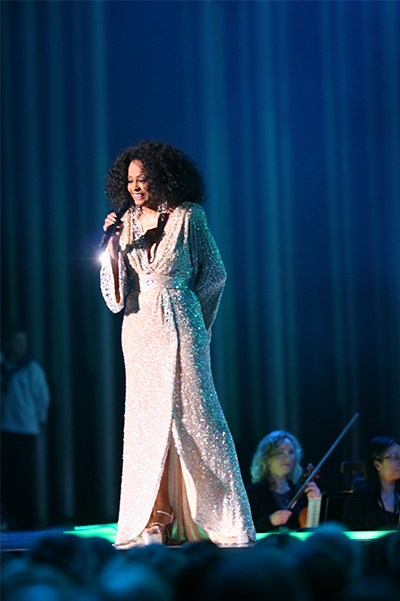
黛安娜·罗斯（上图），至上女声组合主唱，碧昂斯曾与她相提并论。

天命真女曾被比作20世纪60年代的美国女子音乐组合至上女声，诺尔斯也曾被比作至上女声的女主唱黛安娜·罗斯；但诺尔斯否认了这一说法。巧合的是，诺尔斯出演了1981年百老匯劇院的《夢幻女郎》的改编电影，在片中饰演迪娜·琼斯，她是Dreams的女主唱。MTV的吉尔·考夫曼指出，“很明显，碧昂斯正在成为特区当之无愧的音乐领袖和公众形象代言人”。她在专辑创作中的主导地位使这张专辑“非常像是她的作品”。《纽约时报》的洛拉·奥古奈克认为，“音乐界一直认为，天命真女只不过是碧昂斯·诺尔斯不可避免的个人事业的起点”。
在诺尔斯推出首张个人专辑《危險愛情》之后，有传言称天命真女的每位成员都取得了个人事业上的成功，并有自己的项目在进行中，因此天命真女可能会解散。人们将他与賈斯汀·提姆布萊克相提并论，后者在发行了首张突破性的个人专辑《Justified》之后就没有再回到超級男孩乐队。罗兰德对这些传言做出了回应，宣布他们一起回到了录音室。该组合声称，他们的重聚是命中注定的，彼此的亲和力使他们保持了凝聚力。《Suede》杂志的艺术编辑玛歌·沃森认为，诺尔斯“不想表现出对昔日伙伴的不忠”，并称她重返组合的决定是“一个慈善的决定”。诺尔斯的母亲蒂娜在2002年出版了一本名为《Destiny's Style》的书：这本书讲述了时尚如何影响天命真女的成功。

## 影响

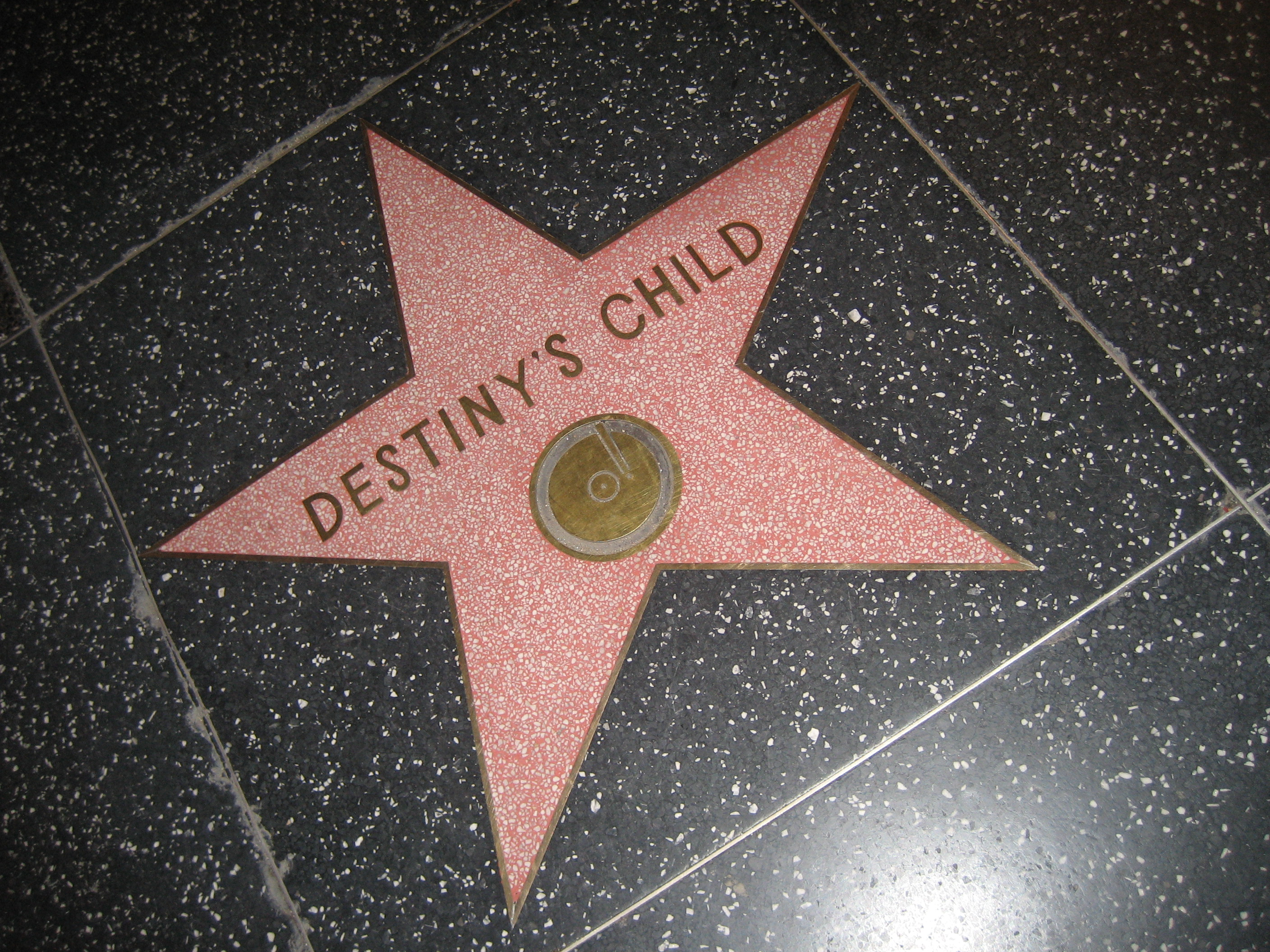
好萊塢星光大道上的天命真女之星

天命真女被称为R&B偶像，在全球已售出6000多万张唱片。在天命真女解散后，MTV的詹姆斯·蒙哥马利指出，作为“历史上最畅销的流行女声组合之一”，“她们留下了相当可观的遗产”。美国《Billboard》杂志认为，天命真女组合“以充满活力的女性赋权颂歌、杀手级舞步和令人艳羡的时尚感而著称”，而《Essence》杂志则指出，她们“以和谐的音乐和前卫的风格引领潮流”。2015年，《Dazed》杂志的黛西·琼斯发表了一篇文章，介绍了该组合如何对R&B音乐产生了重大影响，她写道：“没有一丝玫瑰色调，天命真女永远合法地改变了R&B的声音……从蒂娜雪到爱莉安娜·格兰德，她们的独特影响遍布当今流行音乐的各个领域”。《The Cut》杂志的妮可·马罗认为，20世纪90年代和21世纪初的R&B音乐“几乎被TLC和天命真女等实力派表演者的成功所重新定义，她们宣扬的是拥抱女性、弘扬个性的强大理念”。福布斯的休·麦金太尔写道，在小野貓和丹妮蒂·凯恩于2000年代中期在乐坛崭露头角之前，天命真女是女子组合中的“统治皇后”。
凯瑟琳·圣·阿萨弗（Katherine St. Asaph）在为《Pitchfork》撰写的文章中指出，天命真女定义了类似至上女声的女子组合在90年代早期到中期的复兴：
1993年至1999年间，Top 40的音乐发生了翻天覆地的变化，没有比这更好的缩影了。像Star Search冠军这样的乐队被埋葬在后邋遢时代的垃圾堆里，而R&B乐队则从灵魂乐和宁静风暴中发展出来，创造出一种创新的声音，足以赢得“未来主义”的标签，在那个公元2000年之前的时代，几乎所有的东西都被贴上了这个标签。这一点在90年代早期至中期的优秀女子组合复兴中得到了印证，她们依稀继承了至上女声的风格——如TLC、En Vogue、SWV等，但天命真女才是她们真正的继承者。
天命真女三人组合的最后阵容被广泛认为是该组合最知名、最成功的阵容。《Billboard》将她们评为史上最伟大的三人音乐组合之一；在告示牌榜單上，她们也被评为史上最成功的女子组合第三名，仅次于TLC和至上女声。她们的单曲《Independent Women Part I》（2000年）在Billboard评选的“Billboard Hot 100排行榜上有史以来最受欢迎的40首女团歌曲”中排名第二。《Independent Women》还被吉尼斯世界纪录认定为女子组合在Hot 100中排名第一时间最长的歌曲。《Bootylicious》（由booty和delicious两个词组合而成）一词因天命真女的同名单曲而广为流行，后于2006年被收入《牛津英語詞典》。在2000年代，由于碧昂斯曲线玲珑的身材，这个词也被用来形容她。2011年，VH1将《Bootylicious》列入“00年代最伟大的100首歌曲”榜单，次年，又将天命真女列入“音乐界最伟大的100位女性”榜单。此外，《Independent Women》还被NME评为“00年代100首最佳歌曲”之一。天命真女在2005年世界音乐奖颁奖典礼上荣获全球最畅销女歌手组合奖，佩蒂·拉貝爾、亚瑟小子、娃娃脸、蕾哈娜、阿梅丽和泰拉·玛丽在颁奖典礼上进行了长达17分钟的致敬表演。2006年，好萊塢星光大道收录了该组合。
蕾哈娜、梅根·崔娜、五佳人、混合甜心、嗆女生合唱團、海慕樂團、潔絲·葛琳、Katy B和RichGirl等多位艺人都曾受到天命真女的音乐影响或启发。席亞拉是在电视上看到天命真女的表演后受到启发而投身音乐事业的。爱莉安娜·格兰德将天命真女作为她的声乐灵感来源之一，她说正是听了这个组合的音乐，她才发现了自己的音域，并“学会了和声、跑调和广告词”。梅根·崔娜表示，她的单曲《No》的灵感来自上世纪90年代末和2000年代初天命真女、超級男孩和布蘭妮·斯皮爾斯的音乐。五佳人认为天命真女是她们最大的灵感来源，她们甚至在电视节目《Greatest Hits》中以《Say My Name》、《Independent Women》、《Bootylicious》和《Survivor》的混合曲目向该组合致敬。五佳人还将《Bootylicious》的前奏元素融入了自己的歌曲《Brave, Honest, Beautiful》的前奏中。

## 音乐作品
- 《Destiny's Child（英语：Destiny's Child (album)）》（1998）
- 《The Writing's on the Wall（英语：The Writing's on the Wall）》（1999）
- 《Survivor（英语：Survivor (Destiny's Child album)）》（2001）
- 《8 Days of Christmas（英语：8 Days of Christmas）》（2001）
- 《Destiny Fulfilled（英语：Destiny Fulfilled）》（2004）

## 成员
乐队成员及录音室专辑

## 巡回演唱会
团体巡演
- Destiny's Child World Tour（英语：Destiny's Child World Tour）（2002）
- Destiny Fulfilled... and Lovin' It（英语：Destiny Fulfilled... and Lovin' It）（2005）

合作巡演
- Total Request Live Tour（英语：Total Request Live Tour）（与3LW（英语：3LW）、Dream（英语：Dream (American group)）、潔西卡·辛普森、City High（英语：City High）、伊芙、耐利和St. Lunatics（英语：St. Lunatics））（2001）

开场表演
- SWV World Tour（为SWV（英语：SWV）开场）（1996）
- Evolution Tour（为大人小孩雙拍檔开场）（1998）
- FanMail Tour（英语：FanMail Tour）（为TLC开场）（1999）[141]
- Introducing IMx Tour（为IMx（英语：IMx）开场）（2000）
- Christina Aguilera in Concert（英语：Christina Aguilera in Concert）（为克莉絲汀·阿奎萊拉开场）（2000）[142]
- (You Drive Me) Crazy Tour（英语：(You Drive Me) Crazy Tour）（为布蘭妮·斯皮爾斯开场）（2000）

## 奖项与提名
天命真女曾获得14项葛萊美獎提名，并获得两次最佳R&B演唱双人组合奖和一次最佳R&B歌曲奖。该组合还获得过五次全美音樂獎、两次BET奖、一次BRIT奖、一项吉尼斯世界纪录和两次MTV音樂錄影帶大獎。

## 参阅
- 最畅销的流行女声组合（英语：List of best-selling girl groups）

## 脚注
1. ↑  见于《Homecoming: A Film by Beyoncé》
2. ↑  "I'm not gonna blast you on the radio ... I'm not gonna lie on you or your family ... I'm not gonna hate you in the magazine"
3. ↑  "You always tried to compete with me, girl…find your own identity"